# Piergiorgio Welby

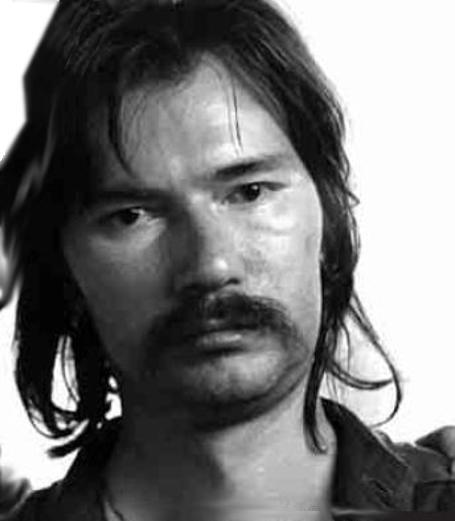
Piergiorgio Welby (1990)

Piergiorgio Welby (* 26. Dezember 1945 in Rom; † 20. Dezember 2006 ebenda) war Kopräsident der italienischen Vereinigung Associazione Luca Coscioni. Er wurde bekannt, als er 2006 eine öffentliche Diskussion um Sterbehilfe anstieß. In Italien ist sowohl die aktive als auch die passive Sterbehilfe strafrechtlich verboten.

## Verlauf
Im Jahr 1963 wurde bei Welby eine progressive Muskeldystrophie diagnostiziert, wobei ihm der Arzt eine Lebenserwartung von maximal zwanzig Jahren vorhersagte. Seit den achtziger Jahren war er auf einen Rollstuhl angewiesen. Welby befand sich jedoch 2006 erst im letzten Krankheitsstadium, war fast vollständig gelähmt, bettlägerig und konnte nicht mehr sprechen. Zudem benötigte er seit zehn Jahren ein Beatmungsgerät. Kommunizieren konnte er nur noch durch seine Augenbewegungen mit Hilfe eines speziellen Apparates.

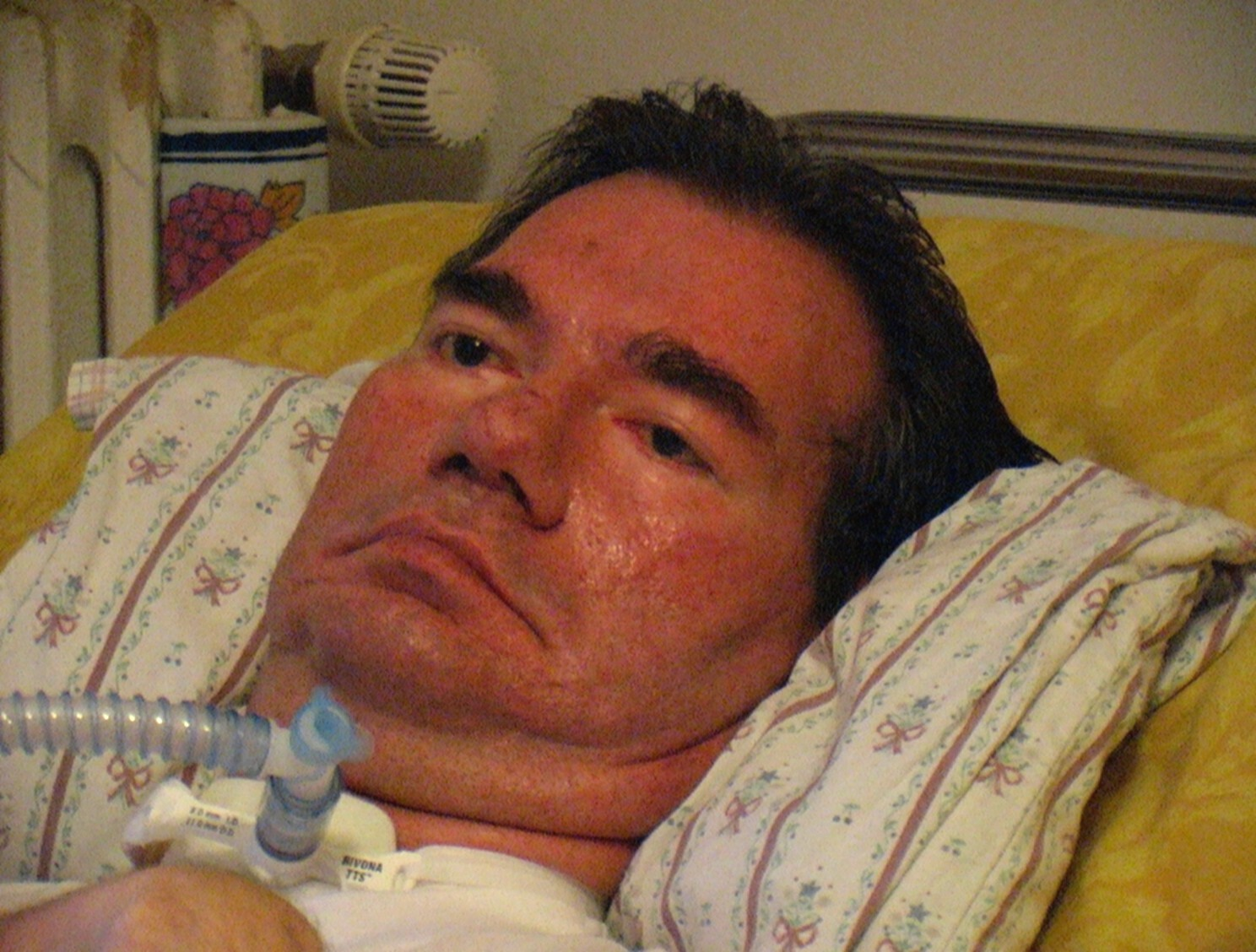
Piergiorgio Welby (2006)

Am 22. September 2006 wurde ein offener Brief, verbunden mit einem Video, an den italienischen Staatspräsidenten Giorgio Napolitano veröffentlicht, in dem Welby das Recht auf ein selbstbestimmtes Sterben forderte. Napolitano antwortete sofort und rief dazu auf, eine politische Debatte über das Thema zu führen. Am 16. Dezember 2006 lehnte das zuständige Gericht in Rom Welbys Antrag auf passive Sterbehilfe ab. Welby starb trotzdem am 20. Dezember 2006 mit Hilfe seines Arztes Mario Riccio, der ihm ein Betäubungsmittel verabreichte und dann das Beatmungsgerät abschaltete. Die katholische Kirche verweigerte Welby eine kirchliche Bestattung, da der Wunsch zu sterben der katholischen Doktrin widerspreche. Der Mordvorwurf gegen Riccio wurde von einem Gericht in Rom abgewiesen.